# Enmelén
Enmelén (en rus: Энмелен) és un poble del districte autònom de Txukotka, a Rússia, que el 2015 tenia 307 habitants.